# Élections législatives ceylanaises de 1965
Les élections législatives ceylanaises de 1965 ont eu lieu élections au Dominion de Ceylan, l'actuel Sri Lanka, le 22 mars 1965. 

## Contexte
Le gouvernement du SLFP de Sirimavo Bandaranaike a perdu sa majorité en décembre 1964 lorsque certains députés l'ont abandonné pour la nationalisation du journal Lakehouse Newspapers.
Le programme de nationalisation général de Bandaranaike avait mis en alerte beaucoup d'intérêts commerciaux du pays, qui se sont ralliés au United National Party. L'économie stagne et le rationnement a été imposé face à des pénuries alimentaires persistantes. 
L'UNP a promis de former un gouvernement du Front national pour s'opposer au SLFP et à ses alliés marxistes. Le dirigeant de l'UNP, Dudley Senanayake, a promis des postes ministériels aux petits partis nationalistes cingalais et tamoul fédéraliste du Ilankai Tamil Arasu Kachchi.

## Résultats
Résumé du résultats des élections législatives de 1965
| Parti politique       | Parti politique                   | Députés présentés     | Votes     | %        | Chaises |  |
| --------------------- | --------------------------------- | --------------------- | --------- | -------- | ------- |  |
|                       | United National Party             | 116                   | 1,590,929 | 39,31 %  | 66      |  |
|                       | Sri Lanka Freedom Party           | 101                   | 1,221,437 | 30,18 %  | 41      |  |
|                       | Ilankai Tamil Arasu Kachchi       | 20                    | 217,914   | 5,38 %   | 14      |  |
|                       | Lanka Sama Samaja Party           | 25                    | 302,095   | 7,47 %   | 10      |  |
|                       | Sri Lanka Freedom Socialist Party | 32                    | 130,429   | 3,22 %   | 5       |  |
|                       | Parti communiste de Ceylan        | 9                     | 109,754   | 2,71 %   | 4       |  |
|                       | All Ceylon Tamil Congress         | 15                    | 98,746    | 2,44 %   | 3       |  |
|                       | Mahajana Eksath Peramuna          | 61                    | 96,665    | 2,39 %   | 1       |  |
|                       | National Liberation Front         | 10                    | 18,791    | 0,46 %   | 1       |  |
|                       | Autres                            | 106                   | 259 960   | 6,42 %   | 6       |  |
| Votes valides         | Votes valides                     | 495                   | 4 046 720 | 100,00 % | 151     |  |
| Électeurs enregistrés | Électeurs enregistrés             | Électeurs enregistrés | 3 821 918 |          |         |  |
| Participation         | Participation                     | 81,13 %               |           |          |         |  |